# Odaia, Nisporeni
Odaia este un sat din cadrul comunei Șișcani din raionul Nisporeni, Republica Moldova.